# 발루아가

발루아 왕조 계보

발루아 가(프랑스어: La maison de Valois)는 카페 왕조의 한 계열로 1328년에서 1589년까지 프랑스를 다스렸다. 발루아 왕조는 필리프 6세부터 앙리 3세까지를 말한다. 1498년 샤를 8세가 이탈리아 원정 후 앙부아즈 성에서 후사 없이 사고로 사망하면서 발루아 직계의 대가 끊기고 오를레앙 계인 루이 1세 드 발루아의 손자 루이 12세가 왕위에 올랐다. 오를레앙 계 마저도 대가 끊기게 되자, 앙굴렘 가인 프랑수아 1세가 이어받았고 이후 1589년 앙리 3세가 후사 없이 사망하여 발루아 가의 방계마저도 대가 완전히 끊기게 되었다. 같은 해 앙리 드 나바라가 앙리 4세로 즉위하여 부르봉 왕조가 프랑스의 왕위를 이어받았다.
"발루아"(Valois)라는 명칭은 필리프 3세의 아들 샤를 드 발루아(1270년 - 1325년)의 영지인 "발루아"에서 유래된다. 직계 카페 왕조의 마지막 왕인 샤를 4세가 아들이 없자 필리프 드 발루아가 살리카 법(Loi salique)에 기초하여, 잉글랜드의 에드워드 3세와 나바르의 쟌느를 제치고 왕위 계승권을 가지게 되었다.

## 예상치 못한 유산
카페 왕조는 필리프 4세가 세 명의 아들(루이, 필리프, 샤를)과 한 명의 딸(이자벨라)을 남겨 그 이후에도 안정적일 것처럼 보였다. 그러나 세 아들은 차례로 프랑스의 왕 (루이 10세, 필리프 5세, 샤를 4세)이 되었지만, 젊어서 죽었거나 후계자를 남기지 못했다(모두 딸은 있었다). 샤를 4세가 1328년에 후계자가 없이 사망한 후, 프랑스의 왕위 계승은 여러 사람에게 그 가능성이 열려 있었다.
당시 3명이 왕위에 대한 권리를 주장했다.
- 필리프 드 발루아 : 필리프 4세의 동생인 샤를 드 발루아의 아들. 샤를 4세의 조카.
- 잉글랜드 왕 에드워드 3세 : 샤를 4세의 누나인 이자벨의 아들. 샤를 4세의 조카.
- 나바라 왕 펠리페 3세 : 필리프 4세의 동생인 루이 데브뢰의 아들로, 샤를 4세의 형인 루이 10세의 사위. 샤를 4세에게는 사촌인 동시에 처남이자 조카사위가 된다.

최종적으로는 필리프 드 발루아가 필리프 6세로 즉위하여 발루아 왕조가 시작되나, 이 문제는 이후 잉글랜드 왕이 프랑스 왕위 계승권을 주장하며 백년 전쟁의 단초가 된다.

## 프랑스의 발루아 왕들의 목록

### 발루아 (직계)
- 필리프 6세 (1328-1350)
- 프랑스의 장 2세 (1350-1364)
- 샤를 5세 (1364-1380)
- 샤를 6세 (1380-1422)
- 샤를 7세 (1422-1461)
- 루이 11세 (1461-1483)
- 샤를 8세 (1483-1498)

### 발루아-오를레앙
- 루이 1세 드 발루아(프랑스어: duc d'Orléans ), 발루아 백작, 샤를 5세의 아들
- 샤를 도를레앙(프랑스어: Charles d'Orléans) 루이 1세의 아들

- 루이 12세(프랑스어: Louis XII le Père du Peuple) 국민의 아버지, 샤를 도를레앙의 아들, 루이 2세라는 이름으로 오를레앙 공작, 발루아 백작, 그리고 프랑스의 왕 (1498년-1515년)

### 발루아-앙굴렘
- 장, 앙굴렘의 백작 (프랑스어: comte d'Angoulême) 오를레앙 왕가의 루이 1세 오를레앙 공작의 아들
- 앙굴렘 백작 샤를(프랑스어: comte d'Angoulême)

- 프랑스의 프랑수아 1세 (1515-1547)
- 앙리 2세 (1547-1559)
- 프랑스의 프랑수아 2세 (1559-1560)
- 카트린 드 메디시스 섭정
- 샤를 9세 (1560-1574)
- 앙리 3세 (1574-1589)

- 앙리 3세를 마지막으로 발루아 왕가 방계의 대가 완전히 끊기게 되면서 부르봉 왕가의 앙리4세가 프랑스의 왕권을 이어받았다.

## 폴란드의 발루아 왕 목록
- 헨리크 1세 (1573-1574)

앙리 3세가 프랑스 왕위에 오르기전 폴란드 국왕 선거에 선출되어 헨리크 1세로 즉위했으나 샤를 9세의 사망으로 급히 프랑스로 돌아가 왕위를 계승하면서 폴란드로 돌아가지 않아 자동적으로 폐위되었다.

## 부르고뉴의 공작
이 용어는 발루아 왕가의 왕족(장 2세의 아들인 필리프)에게 부르고뉴의 공작 작위가 주어진 이후로 시작된 왕가를 뜻한다.
- 필리프 2세 (1364–1404)
- 장 1세 (1404–1419)
- 필리프 3세 (1419–1467)
- 샤를 2세 (1467–1477)
- 마리 1세 (1477–1482)

## 명칭의 형식
발루아 왕을 언급할 때의 형식은 "가장 기독교적인 폐하"라는 호칭을 포함한다.

## 같이 보기
- 프랑스의 군주
- 프랑스 왕가 가계도
- 초기 중세의 프랑스
- 프랑스의 앙시앵 레짐